# Singou
Singou är ett vattendrag i Burkina Faso. Det ligger i den sydöstra delen av landet, 300 km öster om huvudstaden Ouagadougou.
Omgivningarna runt Singou är huvudsakligen savann. Runt Singou är det glesbefolkat, med 18 invånare per kvadratkilometer.